# Connecticut
 Denne artikel omhandler delstaten Connecticut. Opslagsordet har også en anden betydning, se Connecticut-floden.
Connecticut er en delstat i USA, som ligger i New England-regionen. Delstaten var en af de 13 stater, der gjorde oprør mod det engelske styre ved USA's uafhængighedskrig.
Delstatens hovedstad er Hartford, mens den største by er Bridgeport. Connecticut har 3.605.944(2020) indbyggere.
Connecticut blev optaget som USA's 5. delstat den 9. januar 1788. Connecticuts guvernør har siden januar 2019 været demokraten Ned Lamont.

## Historie
Navnet Connecticut stammer fra det mohikanske ord for Connecticut-floden, quinnitukqut, som betyder "den lange tidevandsflod. Den første europæiske opdagelsesrejsende i Connecticut var hollænderen Adriaen Block. Efter at han havde udforsket regionen i 1614, sejlede hollandske pelshandlere op ad Connecticut-floden, som oprindeligt kaldtes Versche Rivier af hollænderne, og byggede et fort tæt ved det nuværende Hartford. De første engelske bosættere kom i 1633 – de var puritanere fra Massachusetts, og de grundlagde kolonien Connecticut i 1636.
Kolonier blev også grundlagt i Saybrook og New Haven, og disse blev senere en del af Connecticut. Historisk vigtige kolonier var bl.a. Windsor (1633), Wethersfield (1634), Old Saybrook (1635), Hartford (1636), New Haven (1638) og New London (1646).
Eftersom hollænderne i antal blev overgået af englænderne, opgav de deres fort i 1654. Connecticuts første grundlov stammer fra 1639, og delstaten var en af de 13 oprindelige kolonier.
Connecticuts officielle kælenavn, som er blevet brugt siden 1959 er The Constitution State (grundlovsstaten), som refererer til delstatens første grundlov.
Et uofficielt men populært kælenavn er The Nutmeg State (muskatstaten). Relationen til muskat kommer muligvis fra sømænd, som kom hjem fra rejser med muskat, som i de 18. og 19. århundreder var et kostbart krydderi i New England. En anden teori er, at navnet kommer fra yankeer fra Connecticut, som solgte små stykker træ, som lignede muskat, til intetanende kunder.

## Politik
Hartford har været Connecticuts hovedstad siden 1875. Før da var New Haven og Hartford skiftende hovedstæder. Statens guvernør leder den udøvende magt. Guvernør siden 2019 er Ned Lamont som tilhører demokraterne.
Delstatens parlament er opdelt i to kamre, Senatet, der har 36 medlemmer, og Repræsentanternes Hus, der har 151 medlemmer  Forslagene skal godkendes i begge kamre for at blive vedtaget. Guvernøren kan nedlægge veto, men det kan tilsidesættes, hvis der er to tredjedeles flertal herfor i begge kamre. Demokraterne har p.t. flertallet i begge kamre i parlamentet.
Connecticuts 2 senatorer er demokraterne Richard Blumenthal og Christopher Murphy. Connecticut har 5 medlemmer i Repræsentanternes Hus, alle 5 er demokrater.
Connecticut er en delstat, der generelt er orienteret mod venstrefløjen i USA's politik, og har stemt for demokratiske kandidater ved de sidste 5 præsidentvalg efter at have stemt for republikanske kandidater 5 gange i 1970'erne og 1980'erne. Delstaten har et stort antal vælgere, der ikke er registreret som støtte for store partier. I 2004 var 33,7% af vælgerne registreret som demokratiske vælgere, 22% som republikanske vælgere og 44% ikke tilknyttet noget parti. Vælgerne i delstaten tenderer mod at være økonomisk konservative, men generelt socialt liberale.

## Geografi
Connecticut grænser mod syd til Atlanterhavet, mod vest til delstaten New York, mod nord til Massachusetts og mod øst til Rhode Island. Statens hovedstad er Hartford og andre større byer er New Haven, New London, New Britain og Bridgeport.
Det højeste punkt i delstaten er Bear Mountain i det nordvestlige hjørne, hvor Connecticut, Massachusetts og New York mødes.
Connecticut-floden løber igennem statens midte og flyder ud i Long Island Sound, Connecticuts adgang til Atlanterhavet. På trods af sin størrelse har Connecticut stor variation i landskab og kultur fra det rige Fairfield County til de bølgede bjerge og hestefarme i det nordvestlige af staten. Connecticuts landlige områder og mindre byer i det nordvestlige af staten står i skarp kontrast til statens industribyer langs kystvejene fra grænsen mod New York til New Haven, Hartford og New London.

### Klima
Connecticut har et fugtigt fastlandsklima, hvor ekstremt vejr tempereres af Atlanterhavet. Vintrene er kolde med gennemsnitstemperaturer fra -1° C i sydøst til -5 °C i nordvest i januar. De gennemsnitlige årlige snefald er mellem 64–254 cm for staten som helhed med højere mængder i nordvest. Forår har varierende temperaturer med hyppigt regnfald. Somrene er varme og fugtige i hele staten med højeste gennemsnitstemperaturer mellem 27 °C og 31 °C. Efteråret er mildt. I orkansæsonen berører tropiske cykloner af og til regionen. Tordenvejr er hyppigt om sommeren og finder sted ca. 30 gange årligt. Tordenvejret kan være alvorligt, men egentlige tornadoer er sjældne.

## Økonomi
Connecticuts bruttodelstatsprodukt var i 2010 237 mia. USD, og den gennemsnitlige indkomst i 2005 var 47.819 USD, den højeste blandt alle USA's delstater. Der er dog store indkomstforskelle i delstaten, New Canaan har én af de højeste gennemsnitsindkomster noget sted i USA, mens Hartford er én af de 10 byer i USA, der har den laveste gennemsnitlige indkomst.
Fairfield er blevet en soveby for højtbetalte ansatte fra New York, som søger en mindre urban tilværelse. Dette har i tilgift tiltrukket virksomheder, som ønsker at forblive nær New York, til det sydvestlige Connecticut, især til Stamford.
Huse i det sydvestlige Connecticut tæt på New York er ret dyre. Mange byer har gennemsnitlige huspriser på en halv mio. USD, mens de mere eftertragtede huse koster mere end en million. Connecticut har i USA's nordøstlige det det højeste antal huse, der koster mere end en million og har den andenhøjeste andel i nationen efter Californien. 3,3% af husene i Connecticut kostede mere end en mio. USD i 2003.
Delstatens landbrugsprodukter omfatter bl.a. hortikultur, æg, mælkeprodukter, kvæg og tobak. Industriprodukterne er bl.a. transportudstyr, især helikoptere, flydele, atom-ubåde, maskiner, elektrisk udstyr, metalprodukter, kemiske og farmaceutiske produkter og videnskabelige instrumenter.

## Demografi
I 2012 var Connecticuts anslåede befolkning på 3.590.347  hvilket var en stigning i forhold til 2005 på 2,3%.
I 1790 blev 97% af befolkningen i Connecticut klassificeret som landbefolkning, ved folketællingen i 2000 var det kun 12,3%.
De fem største ophavsgrupper i delstaten er: italiensk-amerikanere (18,6%), irsk-amerikanere (16,6%), britisk-amerikanere (10,3%), tysk-amerikanere (9,9%) og fransk-amerikanere (9,9%).

### Religion
Et studie af Connecticuts befolknings religiøse tilhørsforhold viste i 2001 følgende fordeling: 
- Katolikker – 32%
- Baptister – 10%
- Anglikanere – 6%
- Metodister – 4%
- Lutheranere – 4%
- Kongregationalistkirken/United Church of Christ – 2%
- Presbyterianere – 1%
- Pinsebevægelsen – 1%
- Andre protestanter – 4%
- Andre kristne – 7%
- Jøder – 1%
- Muslimer – 1%
- Andre religioner – 4%
- Ikke-religiøse – 12%
- Uoplyst – 6%

## Amter
- Fairfield
- Hartford
- Litchfield
- Middlesex
- New Haven
- New London
- Tolland
- Windham

## Ekstern henvisning
- Delstaten Connecticuts officielle hjemmeside (engelsk)

41°36′N 72°42′V / 41.6°N 72.7°V